# Гениш
Гениш (пол. Henisz) — польский дворянский герб.

## Описание
Щит рассечен. В правой серебряной половине на зелёном холме воткнуты черные грабли, в левой лазоревой части две лилии натурального цвета, перевязанные золотой лентой.
Щит увенчан дворянским коронованным шлемом. Нашлемник: пять страусовых перьев: среднее чёрное, второе и четвёртое серебряные, крайние лазоревые. Намет: лазоревый с серебром.